# Культер, Томас
То́мас Ку́льтер из Да́ндолка (англ. Thomas Coulter, 28 сентября 1793, Дандолк, Ленстер, Ирландия — 28 ноября 1843, там же) — ирландский врач, ботаник и путешественник XIX века, член Ирландской королевской академии, сотрудник Тринити-колледжа в Дублине, где он в 1840 году основал гербарий. Более всего он известен своими ботаническими исследованиями Мексики, Аризоны и Верхней Калифорнии в начале 1800-х годов.

## Биография
Родился 28 сентября 1793 года в Дандолке. Будучи врачом в британской компании Реал де Монте (исп. Real Compañía Minera de Monte) в Мексике (c 1824 до примерно 1829 года), собирал коллекции растений и передавал их в Ирландский национальный ботанический сад в Гласневин, близ Дублина.
В 1831—1833 годах занимался почти исключительно поиском новых растений.
Культер вернулся в Ирландию в 1834 году и позднее стал хранителем гербария в дублинском Тринити-колледже.
Он состоял в переписке с Чарльзом Дарвином.
Именем Культера названы роды растений Культерофитум (Coulterophytum) B.L.Rob. семейства Зонтичные и Культерелла (Coulterella) Vasey et Rose семейства Астровые, а также множество видов, среди которых — Сосна Культера (Pinus coulteri) D.Don.
Умер 28 ноября 1843 года.